# Złocieniec
Złocieniec (del alemán: Falkenburg) es una ciudad en Pomerania Central, al noroeste de Polonia. Se encuentra localizado en el Distrito de Drawsko, en el Voivodato de Pomerania Occidental desde 1999, siendo anteriormente un pueblo del Voivodato de Koszalin (1950–1998).
- Datos: Q249049
- Multimedia: Złocieniec / Q249049

1. ↑  Worldpostalcodes.org,código postal n.º 78-520.